# Zwölfjähriger Jesus im Tempel (Januarius Zick)
Der Zwölfjährige Jesus im Tempel ist ein 1784 entstandenes Deckenfresko von Januarius Zick in der römisch-katholischen Pfarrkirche St. Verena in Rot an der Rot in Oberschwaben.

## Dargestellte Begebenheit
Die dargestellte Begebenheit des zwölfjährigen Jesus im Tempel wird im Evangelium nach Lukas (Lk 2,41–52 ) beschrieben. Maria und Josef zogen wie jedes Jahr mit ihrem Sohn zum Passahfest nach Jerusalem. Bei ihrer Rückkehr verloren sie ihren Sohn, der ohne ihr Wissen im Tempel zurückblieb. Nach drei Tagen fanden sie ihn, wie er mitten unter den Schriftgelehrten saß, ihnen zuhörte und Fragen stellte.
Das Fresko überspannt drei Joche der Kirche. Zick führt den Betrachter des Bildes mit Hilfe zweier Kinder vom unteren Bildrand heran. Mittig im Fresko unten befindet sich die Bundeslade, ein Kultgegenstand des israelitischen Volkes. Weiter oben erkennt man die Steintafeln des Mose mit den Zehn Geboten, die sich normalerweise während der Wanderungen des Volkes Israel in der Bundeslade befanden. Der Betrachter erkennt, dass die Szene sich in einem jüdischen Tempel abspielt.
Zick wählte in der Geschichte genau den Moment des Wiederfindens des Kindes. Maria, als einzige wie der junge Jesus in ein rotes Gewand gekleidet, deutet auf ihren Sohn, während Josef sie noch etwas ungläubig ansieht. Maria wird Minuten später Jesus die Frage stellen: „Warum er ihr und Josef das angetan hat?“ Jesus wird sie jedoch fragen: „Warum sie ihn überhaupt suchen?“
Jesus steht in der Mitte des Bildes. Er ist dargestellt als Kind mit erhobener rechter Hand. Sein ausgestreckter Zeigefinger deutet auf die sich über ihm befindlichen Gesetzestafeln. Die Schriftgelehrten sitzen aufgeregt diskutierend um ihn herum. Die obige Begrenzung des Freskos bildet eine klassizistische Kassettenkuppel. Aus der wiederum erwächst eine Laterne, in der ein kleines geöffnetes Fenster zu sehen ist. Auf diesem geöffneten Fester sitzt vor blauem Himmel, ein kleiner schwarzer Vogel. Der kleine schwarze Vogel könnte eine Schwalbe sein.